# Acidithiobacillus ferrooxidans
Acidithiobacillus ferrooxidans es una bacteria que mantiene su ciclo de vida en entornos con valores de pH extremadamente bajos y es uno de los pocos organismos que obtiene energía a partir de la oxidación del hierro ferroso (Fe +II ).  Además, puede hacer que el cobre de las menas sea soluble en agua y también puede secuestrar carbono y nitrógeno de la atmósfera.  A. ferrooxidans es la bacteria acidófila mejor estudiada, y durante las actividades mineras desempeña un papel crucial en la producción de aguas de drenaje ácidas y ricas en metales mediante la disolución de minerales de sulfuro. Además también recupera metales preciosos disueltos. 
Esta bacteria gramnegativa  muestra un crecimiento óptimo a 30 °C con pH 2 y concentraciones de Fe 2+ de 10 -1 M, pero también crece en condiciones de pH inferiores a 1. 

## Genética
La cepa tipo ATCC 23270 consta  de un cromosoma circular con 2,9 millones pares de bases y un contenido de G+C del 59%. La secuenciación del genoma muestra 2.070 genes que codifican proteínas con una función conocida, y se han encontrado 1.147 proteínas hipotéticas . Esta bacteria contiene un gen que la hace resistente al tolueno. No se han observado genes para la quimiotaxis y la locomoción (flagelos). 